# Szerémi György
Szerémi György, latin írói nevén Georgius Sirmiensis (1490 körül – 1548 után), II. Lajos magyar király, majd Szapolyai János udvari káplánja, történetíró.

## Élete és műve
1490 körül született Szerém vármegye Kamánc (a mai Sremska Kamenica) városában, ahol édesapja Corvin János herceg szolgálatában állott. Gyulán végezte iskoláit. Pappá szenteltetvén, előbb Perényi Ferenc váradi püspök káplánja lett, 1520-ban már a királyi udvarban van Budán, 1521-ben Báthory Endre, a naszádosok kapitánya magával viszi az Al-Dunára. Szerémi a Szerémségben marad Bánffy Jakab káplánjaként 1522 telén is. Visszatérve Budára, a királyi udvarban fungál mint káplán. 1523–1526-ban aradi kanonokságot visel, de a mohácsi csata idején már ismét az udvarnál van. A csata után Kassára menekül s onnan a tokaji országgyűlésre megy, ahol Szapolyai káplánjává teszi. Ettől fogva többnyire az új király oldala mellett van, osztozva jó és balszerencséjében. Ott van a fejérvári királyválasztó és koronázó országgyűlésen, a szinai csatában, a lengyelországi bujdosásban, majd a visszatért Szapolyai mellett Szolimán mohácsi táborában, Budán az ostrom alatt 1530 őszén, 1532-ben az Esztergomot ostromló seregben, 1534-ben Váradon. Budán van akkor is, amikor 1541-ben Szulejmán szultán a várat csellel kézre keríti.
Ezután Jagelló Izabella magyar királynéval megy Erdélybe s ott írja meg emlékiratát Magyarország romlásáról, valószínűleg a történetíró Verancsics Antal erdélyi prépost buzdítására. 1548-ben a bécsi egyetem hallgatói között volt beírva. Valamikor ezután hunyhatott el.
Munkája latin címe: Epistola de perdicione regni Hungarorum. 1484-gyel (helyesebben 1456-tal) kezdődik és 1543-ig terjed. Kiadta az Akadémia Monumentái I. köt. Wenzel Gusztáv a bécsi udvari könyvtárban lévő XVI. sz.-beli másolati példányból. Munkája nagy kritikával használandó, de a korra és szereplőkre nézve igen jellemző feljegyzéseket tartalmaz s a népies közvéleménynek tolmácsolója.

## Művei
- Szerémi György emlékirata Magyarország romlásáról 1484–1543, sajtó alá rendezte: Wenzel Gusztáv, Akadémia, Pest, 1857, (Magyar Történelmi Emlékek II. osztály: Írók)
- Történelmi adatok Szerémi György emlékirataiból I. Mátyás király utódainak kiirtásáról, a Gyulai nemzetfejedelmi temetésekről, és II. Lajos magyar király meggyilkolásáról, sajtó alá rendezte, fordította és kiadta: id. Mogyoróssy János, Békésgyula, 1882
- A mohácsi vész kora, fordította: Erdélyi László, Eggenberger, Budapest, 1941 (Erdélyi László, Szerémi György: Mohács)
- Magyarország romlásáról; Erdélyi László ford. átdolg. Juhász László, bev., jegyz. Székely György; Magyar Helikon, Budapest, 1961, (Monumenta Hungarica)
- Szerémi György emlékirataiból, válogatta és az utószót írta: Bori Imre, Forum, Újvidék, 1996, (Kövek)